# Sexmix
Sexmix – minialbum zespołu Balkan Electrique. Wydany w roku 1991 nakładem wytwórni Arston.

## Lista utworów
źródło:.
Strona A
1. „Sexmix” – 6:31
2. „Kochaj, nie zabijaj” – 4:10

Strona B
1. „Sexmix” – 4:25
2. „Smalltown Boy” – 4:09
3. „Ya Me Poday” – 4:18

## Muzycy
źródło:.
- Fiolka Najdenowicz – śpiew
- Sławomir Starosta – instrumenty klawiszowe, śpiew